# Словенский импрессионизм
Словенский импрессионизм — художественное течение, существовавшее в Словении в 1900-е годы. Главными его представителями были Рихард Якопич, Матия Яма, Иван Грохар и Матей Стернен, организовавшие «Свободное сообщество группы художников Сава». Все четыре художника писали в похожем стиле, вдохновлённым как французским импрессионизмом (в первую очередь  Моне, Писсарро и Сислеем), так и представителями импрессионизма за пределами Франции, в особенности Джованни Сегантини. Так как на момент формирования словенского импрессионизма (около 1900 года) французский импрессионизм уже не существовал как живое художественное течение, словенский импрессионизм следует рассматривать как своего рода «возвращение к истокам».
Наиболее активным периодом совместного творчества словенских импрессионистов были годы с 1902 по 1906, когда три из них работали на пленэре в Шкофья-Локе, небольшом городке в центральной Словении. По этой причине Шкофья-Локу часто называют «Словенским Барбизоном». После 1907 года художники начали отдаляться друг от друга, и после начала Первой мировой войны движение фактически перестало существовать.

## Возникновение
До Первой мировой войны Словения входила в состав Австро-Венгерской империи. Хотя словенское искусство в XVIII веке (эпоха барокко) переживало подъём, в XIX веке оно было низведено на уровень ремесла. Творчество лучших словенских художников, среди которых были братья Янез Шубиц и Юрий Шубиц, а также Антон Ажбе, не находило понимания в самой Словении, они не получали заказы и вынуждены были эмигрировать. В 1891 году Ажбе основал в Мюнхене художественную школу, первыми учениками которой были несколько студентов Академии художеств, недовольных процессом обучения в Академии. Среди этих студентов был Рихард Якопич. Круг Ажбе вскоре стал, среди прочего, выполнять функцию отсутствующей в Любляне Академии художеств, притягивая талантливых словенских студентов. В 1895 году Якопич нашёл в художественном училище Граца Ивана Грохара и, оценив его талант, рекомендовал его Ажбе. В 1897 году школу Ажбе стали посещать Матия Яма и Матей Стернен. Художники первоначально не имели возможности ознакомиться с работами французских импрессионистов, но были знакомы с творчеством немецких импрессионистов, прежде всего Либермана, Коринта и Слефогта, а также шведа Андерса Цорна и произведшего на них глубокое впечатление своим стилем итальянца Джованни Сегантини. Сам Антон Ажбе не относился к импрессионистам, и в его школе не изучали новейшие художественные течения, тем не менее, школа Ажбе создавала стимулирующую обстановку взаимодействия между студентами, приехавшими из разных стран и обладающих совершенно разным опытом. Из его школы вышли такие разные художники, как, например, Василий Кандинский и Мстислав Добужинский. К 1900 году Якопич, Грохар, Яма и Стернен писали свои картины в ярко выраженной импрессионистской манере.

## Эволюция течения
К 1900 году все четыре художника — Якопич, Яма, Грохар и Стернен — жили в Любляне, хотя вплоть до смерти Ажбе в 1905 году они проводили зимы в Мюнхене. Впервые четыре художника выставлялись вместе на первой Выставке словенского искусства в Любляне в 1900 году. После этого Якопич и Яма стали регулярно писать на пленэре в деревне Странска-Вас. Грохар и Якопич всё ещё находились под сильным влиянием Сегантини, а Стернен — немецких импрессионистов. В 1902 году на второй Выставке словенского искусства импрессионисты вчетвером выступили как консолидированная группа, но не имели успеха у публики и критики. В дальнейшем они выставлялись в основном за пределами Словении. В 1904 году выставка в Вене имела огромный успех, не только у художественной критики, но и у словенского литературного движения во главе с Иваном Цанкаром и Отоном Жупанчичем. После этой выставки Якопич, Грохар, Яма и Стернен формально объединились в группу, которую назвали «Свободное сообщество группы художников Сава» (в дальнейшем к ней присоединились и другие художники). До начала Первой мировой войны они выставлялись под этим названием: в 1904 году в Белграде, 1906 — в Софии, 1907 — в Триесте, 1908 — в Загребе, Варшаве и Кракове, в 1911 — в Риме.

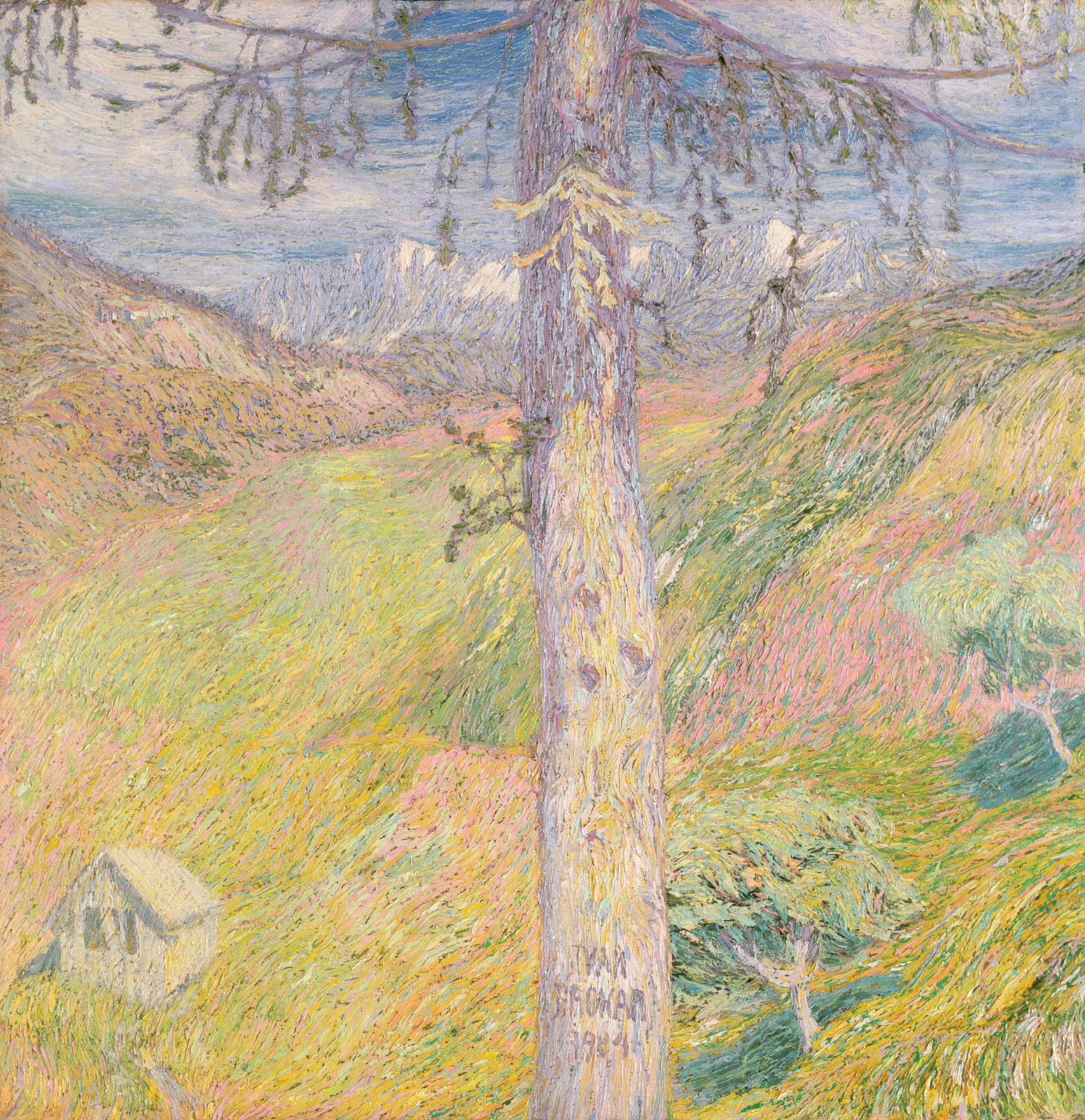
Иван Грохар, Лиственница (1904), Национальная галерея, Любляна

В 1902 году Яма и Якопич работали в деревнях Странска-Вас и Волчьи-Поток. С лета 1902 по ноябрь 1908 года Якопич жил в городе Шкофья-Лока в центральной Словении, где к нему впоследствии присоединились Грохар и Стернен. Все трое ежедневно занимались пленэрной живописью и ежедневно встречались в кафе, обсуждая картины и читая журналы «Simplizissimus» и «Jugend». Шкофья-Лока играет в истории словенской живописи примерно ту же роль, что Барбизон — в истории живописи французской. Художники имели разные интересы, и писали в разных местах и разные объекты: Стернен — около Горенья-Вас и Траты, где ему нравились смешанные сосново-буковые леса. Якопич и Грохар работали к северу от Шкофья-Локи, около Камнитника и Црнгроба. Грохар не любил леса и предпочитал поля, луга и песчаные холмы. Якопич, напротив того, любил деревья — буки, тополя и сосны, а также глину, так как ему нравились их цвета. Яме до 1908 года больше нравились хорватские пейзажи.
В ноябре 1906 года Якопич переехал в Любляну и поселился по адресу Нови-Трг, 2, где и жил до своей смерти в 1943 году. В 1906 году он и Стернен основали частную художественную школу в Любляне, однако в скором времени группа импрессионистов начала распадаться, Яма уехал за границу, Стернен отдалился от группы и в 1907 году оставил художественную школу, и лишь Грохар оставался до своей смерти в 1911 году близок Якопичу. В 1908 году Якопич построил выставочный павильон в Любляне (снесён в 1961 году), в надежде вырастить новое поколение словенских художников. Хотя группа «Сава» пережила некоторый подъём после Первой мировой войны, с выставками вплоть до 1922 года, в середине 1920-х годов она распалась окончательно, после чего явление словенского импрессионизма ушло в прошлое.
Исторически сложилось так, что импрессионизм стал основой всей современной живописи Югославии: кроме Словении, в то же время и в похожем стиле работали также Надежда Петрович в Сербии и Влахо Буковац, а позже Мирослав Кралевич и Йосип Рачич в Хорватии.

## Стиль и философия

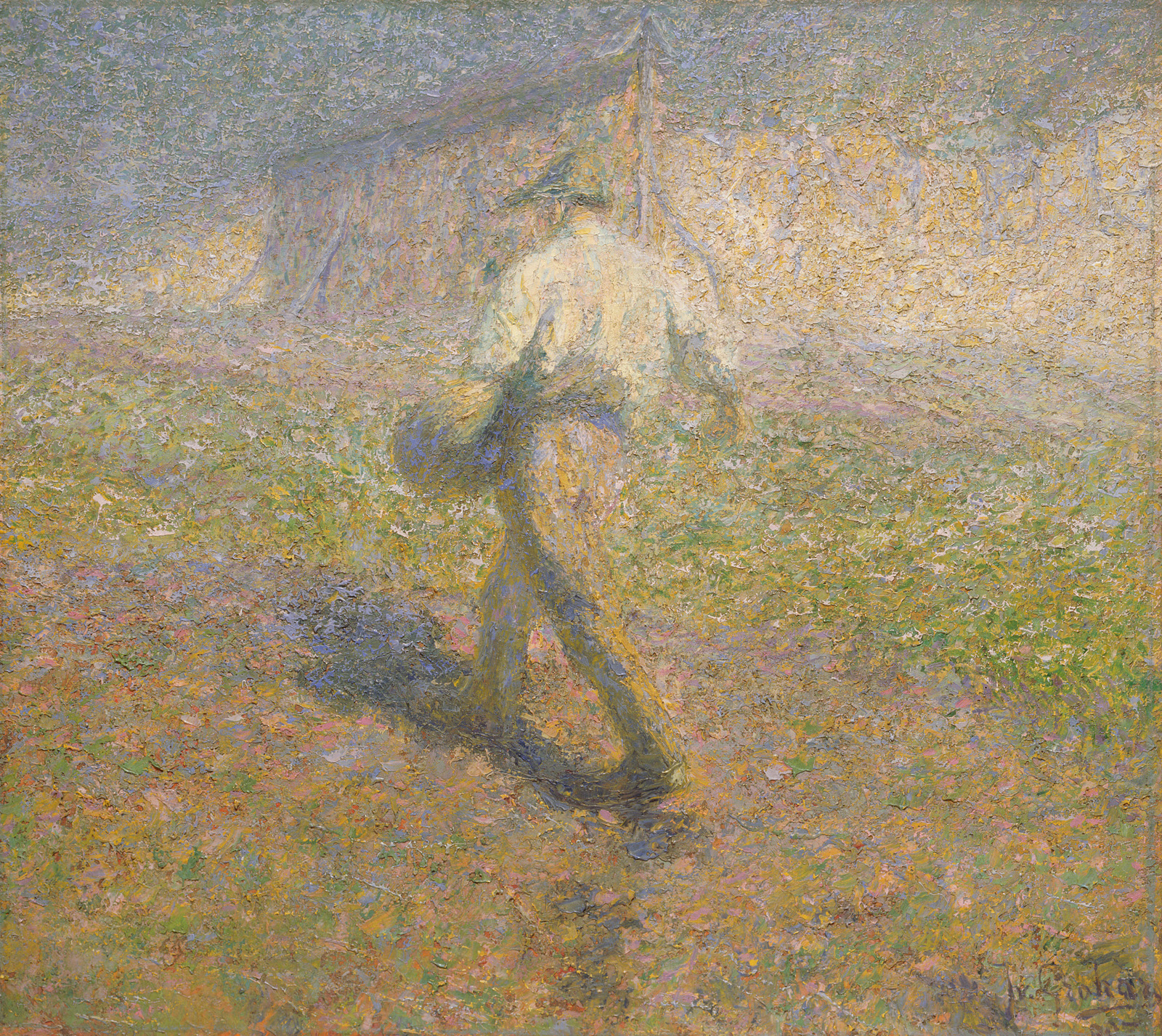
Иван Грохар, Сеятель (1907), Национальная галерея, Любляна

Особенность словенского импрессионизма состоит в том, что он представлял собой школа живописи, а не просто достижения отдельных художников, находящихся под прямым влиянием французских импрессионистов. Более того, до того, как течение уже было сформировано, никто из словенских импрессионистов не имел возможности ознакомиться с работами французских импрессионистов. Их творчество стало продуктом их собственного восприятия.
Словенские импрессионисты как по стилю, так и по видению действительности разделяются на две пары. Якопичу и Грохар считали, что целью искусства является передача природы максимально точно, при этом художник должен использовать собственное восприятие через свет и цвет. Яма и Стернен рассматривали живопись не как способ отражения реальности, а как выражение собственных идей художника. Яма, единственный из четверых, бывший теоретиком искусства, писал: «Импрессионизм — только средство выразить моё воображение, а не вещь в себе».
К 1900 году все четверо выбрали подходящий им способ работы — пленэрная живопись при дневном свете. Они считали, что добиться своих целей можно лишь постоянно совершенствуя свою технику, и что пейзаж является неизбежной стадией развития художественного мастерства. На более поздних стадиях они стали переходить к фигурным композициям, но всегда уделяли особое внимание освещению. Картина Грохара «Сеятель» (1907) является квинтэссенцией их усилий: она представляет человека в пейзаже, при этом человек играет главную роль, но человек и пейзаж объединены атмосферой и солнечным светом.